# Колоальгініт
Колоальгініт — різновид альгініту, чистий безструктурний мікрокомпонент твердих горючих копалин, зокрема вугілля, горючих сланців. Є продуктом перетворення фітопланктону. Колоальгініт утворює прошарки гомогенної маси в альгініті.